# Septogloeum oxysporum
Septogloeum oxysporum är en svampart som beskrevs av E. Bommer, M. Rousseau & Sacc. 1891. Septogloeum oxysporum ingår i släktet Septogloeum, divisionen sporsäcksvampar och riket svampar.   Inga underarter finns listade i Catalogue of Life.